# Trimeresurus sichuanensis
Trimeresurus sichuanensis là một loài rắn trong họ Rắn lục. Loài này được Guo & Wang mô tả khoa học đầu tiên năm 2011.